# Patch Tuesday
Patch Tuesday (Patchdinsdag in het Nederlands) is de tweede dinsdag van de maand, waarop Microsoft de maandelijkse beveiligingsupdates voor de Windowssystemen en andere Microsoft-producten uitgeeft, via Windows Update. Windows-updates werden voor het eerst geïntroduceerd op Windows 98, het eerste besturingssysteem dat door Windows Update werd ondersteund. In oktober 2003 werd de Patch Tuesday ingevoerd. Patch Tuesday begint op 19:00 CEST of 18:00 CET (17:00 UTC) of soms een uur later. Een meer betrouwbare tijdsaanduiding is 10:00 AM te Redmond, dat wil zeggen 10:00 Pacific Standard Time (UTC-8) of 10:00 Pacific Daylight Time (UTC-7).
Soms bestaat er een buitengewone Patch Tuesday, 14 dagen na de reguliere Patch Tuesday. Ook zijn er updates die dagelijks (of vaker) openbaar gemaakt worden (bijvoorbeeld definities voor Windows Defender en Microsoft Security Essentials). Sinds april 2016 zijn er echter twee Patch Tuesdays. Naast de reguliere Patch Tuesday op de tweede dinsdag van de maand is er een extra Patch Tuesday op de eerste dinsdag van de maand. Tijdens deze extra Patch Tuesday worden de maandelijkse beveiligingsupdates voor MS Office uitgegeven. Deze worden dus niet meer op de reguliere Patch Tuesday uitgegeven, maar een week eerder.

## Automatische updates
Onervaren Windows-gebruikers weten vaak niets af van nieuwe updates, en installeren ze dus ook niet. Daarom werden "Automatische Updates" geïntroduceerd. Sinds Windows ME controleert de computer automatisch en periodiek of er updates beschikbaar zijn voor de computer. Op Windows Vista, in het programma van Windows Update, staat het vooraf ingesteld dat de computer iedere dag op updates controleert.

## Adobe en Google
Vanaf 2012 werd gedurende enkele jaren Adobe Flash Player in Windows 8 ook bijgewerkt op deze dinsdag. Sinds januari 2013 is Google ook in dit systeem meegegaan, omdat Adobes Flash Player ook is ingebouwd in Google Chrome, welke dus ook deze updates moet ontvangen. Anno 2021 wordt Adobe Flash Player niet meer op deze manier bijgewerkt gezien deze end-of-life is en er dus geen updates meer gemaakt worden.